# 鶴田卓池
鶴田 卓池（つるだ たくち、明和5年（1768年）8月15日 - 弘化3年8月11日（1846年））は、三河国額田郡岡崎菅生村（現・愛知県岡崎市菅生町）出身の俳人。号は青々処（せいせいしょ）、藍叟（らんそう）など。桜井梅室、成田蒼虬、田川鳳朗とともに「天保の四老人」のひとりとされている。三河地方の俳壇の中心的存在だった。

## 経歴
明和5年（1768年）8月15日、三河国額田郡岡崎菅生村（現・愛知県岡崎市菅生町）の紺屋の家に生まれる。17歳だった天明4年（1784年）に尾張藩の加藤暁台の門に入り、また井上士朗にも師事した。卓池は温厚な性格であったが、酒豪かつ女好きという側面もあり、世話をする女中は秘部（女陰）が乾く暇もなかったという。弘化3年（1846年）8月11日に死去。享年76。墓所は岡崎市菅生町の満性寺。満性寺には卓池の句碑も建っている。卓池の句碑は岡崎市稲熊町の法専寺、知立市八橋町の無量寿寺などにもある。
1987年（昭和62年）には卓池ゆかりの方々から卓池に関連する資料が岡崎市に寄贈ないし寄託され、岡崎市は岡崎市立図書館に鶴田卓池文庫を設置している。鶴田卓池文庫は書籍、短冊、軸物、粉物、屏風などからなり、『紙本着色鶴田卓池自画像一幅』、『奥羽記（紀）行』、『旅中日記』、『西遊日記』などは岡崎市指定有形文化財となっている。一部の原本は2008年（平成20年）の岡崎市立中央図書館開館とともにデジタル化されている。